# 癲佬正傳
《癲佬正傳》（英語：The Lunatics）是1986年上映的一部香港電影，為爾冬陞的導演處女作，由馮淬帆、葉德嫻、秦沛、周潤發、梁朝偉主演。劇情講述社工徐先生救助精神病患者的捨己故事，為香港極少數探討精神病患問題的電影。秦沛憑本片榮獲第6屆香港電影金像獎及第23屆金馬獎雙料最佳男配角，黃仁逵亦收獲香港電影金像獎最佳美術指導。
本片內容影射1982年元洲街邨精神病人於安安幼稚園斬人事件，被認為醜化並放大了精神病人對社會的危險性，對精神病復康工作帶來負面影響，而於電影推出時遭到香港社會服務聯會的投訴及抗議，三度發回電檢處重審，幾經爭議才得以上映，最後取得近千萬港幣的票房成績，為同類片之冠。
當時香港一連拍了幾部關懷社會弱勢族群的電影，包括有鄭則仕描繪智能不足者辛酸的家庭和人際關係的《何必有我？》、爾冬陞之二哥姜大衛舖述社會聾啞犯罪現象的《聽不到的說話》。

## 劇情
徐先生（馮淬帆 飾）是一名負責追蹤輔導精神病患的社工。一日他在街市安撫持刀的精神病患者狗仔（梁朝偉 飾），引起專寫社會問題的專欄女記者劉小姐（葉德嫻 飾）關注，主動要求加入行列以便於收集資料。二十多年來徐先生不斷追蹤照顧精神病患，改善他們的生活。女記者親眼目睹精神病患者的真實處境，對徐先生充滿敬意。但一般大眾對精神病患帶有偏見，加上精神病患的複雜程度難以想像，令社工的工作難上加難，亦有一些社工的理想被困難的現實消耗殆盡，轉為沉迷炒股等。徐先生連遭挫折，深感力不從心。
阿全（秦沛 飾）是少數康復的精神病患者，但前妻不肯讓他探望兒子，令阿全病情復發，常在家中大叫「有殺無賠」，又經常摔死並活吞生雞。記者劉小姐善意將精神病患的處境報道出來，希望引起更多人關注，不料弄巧反拙惹來阿全鄰居抗議。阿全由於停止服用精神科藥物及受街坊刺激，加上混亂間母親受傷，結果反抗並亂刀斬傷街坊，其後更闖入兒子就讀的幼稚園連傷數人，最後徐先生於別無選擇下自遇襲警員腰間掏出配槍將之滅口（基於自衛殺人的原則）。精神病患者狗仔（梁朝偉 飾）再度鬧事，徐先生在到場安撫其情緒時反遭其誤殺。記者劉小姐強忍悲痛，接替並延續徐先生關顧精神病患者的工作和使命。

## 演員
| 角色   | 演員   | 粵語配音 | 備註                   |
| ------ | ------ | -------- | ---------------------- |
| 徐先生 | 馮淬帆 | 馮淬帆   | 社工                   |
| 劉小姐 | 葉德嫻 | 龍寶鈿   | 女記者                 |
| 阿全   | 秦沛   | 秦沛     | 康復的精神病患，後復發 |
| 全嬸   | 黎宣   | 黎宣     | 阿全母親               |
| 狗仔   | 梁朝偉 | 朱子聰   | 精神病患               |
| 阿松   | 周潤發 | 周潤發   | 有一子一女的精神病患   |
| 岑醫生 | 岑建勳 | 岑建勳   | 扮醫生的精神病患者     |
| 阿明   | 陳國新 | 馮永和   | 負責阿松的社工         |
| 呂老師 | 馬斯晨 | 沈小蘭   | 受害幼稚園老師         |
| 醫生   | 盧雄   | 盧雄     | 替梁醫生               |
|        | 蘇祖兒 |          | 幼稚園老師             |
| 三姑姐 | 馬淑珍 |          | 精神病患               |
|        | 張照   |          | 街友                   |
|        | 尹相林 |          | 魚販                   |
|        | 韋以茵 |          | 買魚客                 |
|        | 何偉龍 |          | 阿全前妻改嫁之夫       |
|        | 伍國健 |          | 警察                   |
|        | 曹源達 |          | 記者                   |
|        | 譚寶   |          | 阿全鄰居               |
|        | 丁東   |          | 阿全鄰居               |
|        | 張志平 |          | 阿全鄰居               |
|        | 陳鴻   |          |                        |
|        | 張炳全 |          |                        |
|        | 陳勇   |          | 阿全鄰居               |
|        | 肥堅   |          | 阿全鄰居               |
|        | 楊劍文 |          |                        |

## 製作
爾冬陞之兄秦沛曾向幾間電影公司推銷本作劇本，但大多都表示這種題材「不行」，直至秦沛把劇本拿給德寶電影公司的岑建勳，本劇才得以開拍。《癲佬正傳》是導演爾冬陞的首部作品，對於新人導演拍另類題材，監製岑建勳在整個製作中只否決了全部起用新人演員的這個決定:30，並出面替爾東陞找來不少知名演員例如周潤發、梁朝偉等出演，而自己亦飾演其中一名精神病人:31。
爾冬陞為了撰寫劇本到過青山醫院探訪精神病人，亦隨著其社工朋友，親自視察了精神病患者在社會上的真實處境，以及社工幫助精神病患者的工作:141。

### 經典對白
- 阿全（秦沛 飾）：「有殺冇賠！」[6]

## 停映重檢
電影部分場面影射1982年元州邨瘋人喋血事件，及1985年3月28日發生的瀝源邨憶父狂徒殺人案，劇中病人「阿全」被殺害一幕與嚴啟德案相同，被認為對精神病復康工作宣傳帶來負面影響。另外，電影公司以「每二十個人中就有一個是癲佬，包括你周圍的親友在內」的語句在地下鐵刊登宣傳廣告，並且未標示片名及電影公司名稱，被批評危言聳聽。
電檢處本來已於1986年5月26日核准《癲佬正傳》的公映，惟因香港社會服務聯會的投訴而於27日送回覆檢；30日再獲批准後，於6月5日電影公映日當天社聯又召開記者會抗議，再度要求重審；同日《癲佬正傳》第三度送到電檢處進行審核。翌日，有關部門宣布電影可繼續公映的決定，惟需註明「兒童不宜」。

## 幕後花絮
- 劇中的木屋災場為真實發生過火警的災場，是本作美術指導黃仁逵在報紙上看到後，到現場廢墟就地取材搭建的景。[5]:142
- 製作組在非常艱難下才找到願意借出的幼稚園，而電影中的幼稚園小朋友並未被告知拍攝內容。[5]:143

### 電影取景
- 慈雲山邨第三座
- 牛頭角上邨第五座地下(恩恩幼稚園)

## 電影歌曲

### 主題曲
| 歌名           | 演唱者 | 作曲   | 填詞 | 編曲   |
| 〈走過的道路〉 | 葉德嫻 | 李壽全 | 卡龍 | 鍾定一 |

## 獎項
| 年份 | 頒獎典禮             | 獎項         | 名字   | 結果 |
| ---- | -------------------- | ------------ | ------ | ---- |
| 1986 | 第22屆芝加哥國際影展 | 金雨果獎     |        | 提名 |
| 1986 | 第23屆金馬獎         | 最佳劇情片   |        | 提名 |
| 1986 | 第23屆金馬獎         | 最佳男配角   | 秦沛   | 獲獎 |
| 1987 | 第6屆香港電影金像獎  | 最佳電影     |        | 提名 |
| 1987 | 第6屆香港電影金像獎  | 最佳導演     | 爾冬陞 | 提名 |
| 1987 | 第6屆香港電影金像獎  | 最佳劇本     | 爾冬陞 | 提名 |
| 1987 | 第6屆香港電影金像獎  | 最佳男配角   | 秦沛   | 獲獎 |
| 1987 | 第6屆香港電影金像獎  | 最佳美術指導 | 黃仁逵 | 獲獎 |
| 1987 | 第6屆香港電影金像獎  | 十大華語片   |        | 獲獎 |

## 外部連結
- 香港影庫上《癲佬正傳》的資料（繁體中文）
- 開眼電影網上《天天星期七》的資料（繁體中文）
- 时光网上《癲佬正傳》的資料（简体中文）
- 豆瓣电影上《癲佬正傳》的資料 （简体中文）
- AllMovie上《癲佬正傳》的资料（英文）
- 爛番茄上《癲佬正傳》的資料（英文）
- 互联网电影数据库（IMDb）上《癲佬正傳》的资料（英文）